# Seznam dílů seriálu Devět rukojmí
Toto je seznam dílů seriálu Devět rukojmí.

## Přehled řad
| Řada | Díly | Premiéra v USA | Premiéra v USA | Premiéra v ČR | Premiéra v ČR |
| Řada | Díly | První díl      | Poslední díl   | První díl     | Poslední díl  |
| ---- | ---- | -------------- | -------------- | ------------- | ------------- |
| 1    | 13   | 4. října 2006  | vysíláno       | vysíláno      | vysíláno      |

## Seznam dílů

### První řada (2006–2007)
| Č. v seriálu | Původní název          | Český název           | Režie                 | Scénář                                                      | Premiéra v USA     | Premiéra v ČR |
| ------------ | ---------------------- | --------------------- | --------------------- | ----------------------------------------------------------- | ------------------ | ------------- |
| 1            | Pilot                  |                       | Alex Graves           | Hank Steinberg a K.J. Steinberg                             | 4. října 2006      | vysíláno      |
| 2            | Heroes Welcome         | Uvítání hrdinů        | Alex Graves           | Hank Steinberg a K.J. Steinberg                             | 11. října 2006     | vysíláno      |
| 3            | What's Your Emergency? | Tísňová linka         | Alex Graves           | K.J. Steinberg                                              | 18. října 2006     | vysíláno      |
| 4            | Brother's Keeper       | Strážce svého bratra  | Andrew Bernstein      | Hank Steinberg a K.J. Steinberg                             | 25. října 2006     | vysíláno      |
| 5            | All About Eva          | Vše o Evě             | Christopher Misiano   | Tom Szentgyorgyi                                            | 1. listopadu 2006  | vysíláno      |
| 6            | Take Me Instead        | Vezměte si mě         | Alex Graves           | Joy Gregory                                                 | 8. listopadu 2006  | vysíláno      |
| 7            | Outsiders              | Nové tváře            | Dean White            | K.J. Steinberg                                              | 22. listopadu 2006 | vysíláno      |
| 8            | Turning Point          | Bod zlomu             | Daniel Attias         | Tom Garrigus                                                | 1. srpna 2007      | vysíláno      |
| 9            | You're Being Watched   | Někdo tě sleduje      | Mary Harron           | námět: Tom Szentgyorgyi scénář: Hank Steinberg              | 8. srpna 2007      | vysíláno      |
| 10           | The Inside Man         | Spojenec              | Matt Shakman          | námět: Ted Humphrey a Tom Szentgyorgyi scénář: Ted Humphrey | vysíláno           | vysíláno      |
| 11           | Man of the Year        | Nejlepší z nejlepších | Nelson McCormick      | Joy Gregory a Nicole Mirante                                | vysíláno           | vysíláno      |
| 12           | Legacy                 | Odkaz otců            | Robert Duncan McNeill | Jason Wilborn                                               | vysíláno           | vysíláno      |
| 13           | Confessions            | Přiznání              | Marcos Siega          | Hank Steinberg a K.J. Steinberg                             | vysíláno           | vysíláno      |